# 블루 필드 내시 현상

블루 필드 내시 현상(Blue field entoptic phenomenon)은 특히 하늘과 같은 밝은 청색광을 볼 때 시야의 물결 모양 경로를 따라 빠르게 움직이는 작은 밝은 점(푸른 하늘 스프라이트)이 나타나는 것을 특징으로 하는 내시 현상이다. 점들은 수명이 짧고, 약 1초 이하 동안 눈에 보이며, 무작위로 보이는 기복이 있는 경로를 따라 짧은 거리를 이동한다. 이것들 중 일부는 이전의 다른 점들과 동일한 경로를 따르는 것처럼 보인다. 점들은 작은 벌레처럼 길을 따라 길게 나타날 수 있다. 점의 이동 속도는 심장 박동과 동시에 변화하는 것으로 보인다. 각 박동마다 잠시 가속된다. 점은 고정점에서 15도 이내의 중앙 시야에 나타난다. 왼쪽 눈과 오른쪽 눈은 무작위로 보이는 서로 다른 점 패턴을 본다. 두 눈을 통해 보는 사람은 왼쪽 및 오른쪽 시야 장애가 결합된 것을 보게 된다.
대부분의 사람들은 하늘에서 이 현상을 볼 수 있지만 대부분의 경우 상대적으로 약한다. 많은 사람들은 주의를 기울이도록 요청받을 때까지 그것을 알아차리지 못할 것이다. 점은 하늘 대신 약 430nm 파장의 단색 파란색 배경에서 매우 눈에 띕니다. 이 현상은 1924년에 처음으로 임상적 관심을 끌었던 독일 안과의사 리차드 쉬어러(Richard Scheerer)의 이름을 따서 쉬어러(Scheerer) 현상으로도 알려져 있다.

## 같이 보기
- 비문증